# Otto Baier (Unternehmer)
Otto Baier (* 26. Dezember 1877 in Esslingen am Neckar; † nach 1953) war ein deutscher Unternehmer.

## Werdegang
Baier besuchte die Mittelschule und absolvierte im Anschluss eine kaufmännische Lehre. Er arbeitete anfangs als Bürovorsteher bei einer Versicherung. Seine Ausbildung setzte er mit einem volkswirtschaftlichen Studium an der Technischen Hochschule Stuttgart fort.
Gemeinsam mit seinem Vater Wilhelm (1853–1917) und seinem Bruder gründete er 1901 in Esslingen die Eßlinger Draht- und Eisenwarenfabrik Wilhelm Baier, Eßlingen/Neckar. 1908 übersiedelte das Unternehmen nach Stockdorf bei München und erhielt den Namen Webasto.

## Ehrungen
- 1953 Verdienstkreuz 1. Klasse der Bundesrepublik Deutschland